# NGC 7583
NGC 7583 (NGC 7605) é uma galáxia espiral (S) localizada na direcção da constelação de Pisces. Possui uma declinação de +07° 22' 46" e uma ascensão recta de 23 horas, 17 minutos e 52,8 segundos.
A galáxia NGC 7583 foi descoberta em 2 de Setembro de 1864 por Albert Marth.